# Bảo tàng Vùng Nadnotecka Wiktor Stachowiak
Bảo tàng Vùng Nadnotecka Wiktor Stachowiak (tiếng Ba Lan: Muzeum Ziemi Nadnoteckiej im. Wiktora Stachowiaka) là một bảo tàng nằm trong một tòa nhà lịch sử tọa lạc tại số 7 và 36a Phố Żeromskiego, Trzcianka, Ba Lan.

## Lược sử hình thành
Bảo tàng Vùng Nadnotecka Wiktor Stachowiak được thành lập vào năm 1924, khi Trzcianka thuộc về Đức. Bảo tàng được thành lập theo khởi xướng của Ryszard Hessler và Carl Schulz. Trụ sở đầu tiên của Bảo tàng là một tòa nhà trong Khu phức hợp trường học hiện nay tại Quảng trường Sienkiewicz. Sau Chiến tranh thế giới thứ hai, hàng nghìn hiện vật thuộc bộ sưu tập của Bảo tàng (bao gồm cả thời tiền sử, thời Trung cổ và thời hiện đại) đã bị tẩu tán. Nhờ những nỗ lực của Wiktor Stachowiak, nhiều hiện vật được thu hồi, và Bảo tàng hoạt động trở lại vào ngày 22 tháng 7 năm 1958. Năm 1971, trụ sở của Bảo tàng chuyển đến Nhà Thị trưởng lịch sử tại số 36a Phố Żeromskiego. Năm 1999, Bảo tàng mở rộng trưng bày ở phía đối diện của con phố, tại số 7 Phố Żeromskiego.

## Triển lãm
Hiện nay, bộ sưu tập của Bảo tàng Vùng Nadnotecka Wiktor Stachowiak có hơn 25.000 hiện vật, được chia thành: khảo cổ học (từ năm 4400 trước Công nguyên đến năm 700 sau Công nguyên), lịch sử (từ tài liệu về Zygmunt II của Ba Lan đến thời kỳ phân chia, và bưu thiếp từ đầu thế kỷ 20), dân tộc học (đồ mộc cũ và công cụ đồng), nghệ thuật và mỹ thuật ứng dụng, giáo dục (thiết bị giảng dạy), và các thứ khác.